# Maireana glomerifolia
Maireana glomerifolia là loài thực vật có hoa thuộc họ Dền. Loài này được (F. Muell. & Tate) Paul G. Wilson mô tả khoa học đầu tiên năm 1975.